# Prefectura apostólica de los Territorios Franceses en la India
La prefectura apostólica de los Territorios Franceses en la India (en francés: Préfecture apostolique des territoires français en Inde) fue una circunscripción eclesiástica de la Iglesia católica en India. Se trataba de una prefectura apostólica latina, inmediatamente sujeta a la Santa Sede, suprimida el 1 de septiembre de 1886.

## Territorio y organización
La prefectura apostólica extendía su jurisdicción sobre los fieles católicos de rito latino residentes en los establecimientos franceses de: Pondicherry, Karaikal Yanam, Mahé (que actualmente conforman el territorio de la unión de Puducherry) y el enclave de Chandernagor en el estado de Bengala Occidental.
La sede de la prefectura apostólica se encontraba en la ciudad de Puducherry (antes Pondicherry), en donde se halla la Catedral de la Inmaculada Concepción, que hoy es catedral de la arquidiócesis de Pondicherry y Cuddalore.

## Historia
La supresión de la Compañía de Jesús en 1773 y la expulsión de los misioneros jesuitas de todos los territorios de misión fueron los requisitos previos para el nacimiento de la prefectura apostólica de los Territorios Franceses en la India.
Las misiones en Pondicherry y en la costa oriental de la India fueron confiadas a los jesuitas desde mediados del siglo XVII. Su expulsión llevó a la Santa Sede, de acuerdo con el gobierno francés, a confiar la evangelización de estas tierras a los misioneros de la Sociedad de las Misiones Extranjeras de París (1776). Al mismo tiempo, se estableció el oficio de prefecto apostólico de los Territorios Franceses en la India y se confió a los capuchinos. El 28 de septiembre de 1776 el capuchino francés Sebastián de Nevers fue nombrado primer prefecto apostólico. Su jurisdicción se extendía a los católicos franceses y asimilados, mientras que el superior de la misión en Pondicherry era competente para la población india residente en el mismo territorio.
En 1792 el prefecto Damase d'Oléron se negó a prestar juramento a la República Francesa, exigido por la Constitución Civil del Clero, y por este motivo abandonó la misión, refugiándose en Madrás, en territorio inglés.
En 1776 Sébastien de Nevers fue nombrado primer prefecto apostólico, pero la prefectura apostólica nunca fue erigida canónicamente. Para esto hubo que esperar hasta el año 1828. Por decisión ex audientia del papa León XII del 18 de marzo, hecha pública con el decreto Cum christianissimus de la Congregación de Propaganda Fide del 14 de junio, fue erigida canónicamente la prefectura apostólica de los Territorios Franceses en la India. Pierre-Jean-Norbert Calmels, sacerdote de la archidiócesis de Albi , fue nombrado prefecto. En esta época la prefectura apostólica fue confiada a los misioneros espiritanos.
Las dificultades surgidas entre el prefecto apostólico de la colonia francesa y los vicarios apostólicos de Pondicherry, obligaron a Propaganda Fide a intervenir con un decreto del 28 de febrero de 1841, para limitar la jurisdicción de los prefectos apostólicos únicamente sobre los europeos, criollos y mestizos de Pondicherry y sobre todos los fieles de Chandernagor.
Calmels fue sucedido en 1859 por Pierre Brunie, párroco de la Catedral de San Dionisio en Reunión.
La prefectura apostólica fue suprimida de facto mediante la bula Humanae salutis del papa León XIII del 1 de septiembre de 1886, con la que el pontífice estableció la jerarquía eclesiástica en la India. Parecía apropiado, sin embargo, que una ley validase su supresión de iure. Por este motivo, mediante el decreto Cum in audientia de la Propaganda Fide del 10 de marzo de 1887, se recordó explícitamente la supresión de la prefectura con la bula del 1 de septiembre anterior y la incorporación de todos los fieles a la nueva arquidiócesis de Pondicherry.

## Episcopologio
- Sebastien di Nevers, O.F.M.Cap. † (28 de septiembre de 1776-27 de noviembre de 1780)
- Donat d'Orléans, O.F.M.Cap. † (27 de noviembre de 1780-11 de septiembre de 1786)
- Hilaire di Poitiers, O.F.M.Cap. † (11 de septiembre de 1786-24 de noviembre de 1788)
- Damase d'Oléron, O.F.M.Cap. † (24 de noviembre de 1788-?)
- Benedictus di Monterotundo, O.F.M.Cap. † (21 de febrero de 1792-?)
- Pierre-Jean-Norbert Calmels,[nota 2] † (14 de junio de 1828-1859 renunció)
- Pierre Brunie † (1859-? renunció)